# HTC Touch Diamond
HTC Touch Diamond také známý jako HTC P3700 nebo pod svým kódovým jménem HTC Diamond, je Pocket PC s Windows Mobile 6.1 navržený a vyrobený firmou HTC. Je to první přístroj, který nabízí TouchFLO 3D novou verzi rozhraní TouchFLO. HTC Touch Diamond byl nejdříve prodáván v Hongkongu v květnu 2008. Potom byl k dispozici u všech velkých evropských operátorů v červnu 2008 a později v tomto roce i v ostatních částech světa. Americký Touch Diamond se začal prodávat 14. září 2008 u operátora Sprint a 10. dubna 2009 u operátora Verzion Wireless. Evropské vydání bylo o chvíli zdrženo kvůli naposlední chvíli upravovanému softwaru. Operátorská jména pro tento telefon jsou např. T-Mobile MDA Compact IV,, O2 XDA Diamond nebo O2 XDA Ignito. Je to oficiální následník HTC Touch. Následník Touch Diamond – HTC Touch Diamond 2 byl představen v únoru 2009 a vydán ve druhém čtvrtletí roku 2009 v Evropě a Asii a ve čtvrtém čtvrtletí pro severní Ameriku.

## Hardware
Touch Diamond má rezistivní technologii dotykového displeje a hlavním důvodem je, že rezistivní displej je lepší pro psaní asijského písma. Tlačítka pod displejem používají jak kapacitní technologii tak standardní stisknutelná tlačítka. Tato schopnost je používána například ve fotoaparátu pro automatické zaostřování, když se prst přiblíží k tlačítku, které funguje jako spoušť.
Touch Diamond je nejtenčí HTC, které bylo do té doby vyrobeno.
Někteří lidé si stěžují, že má slabou výdrž baterie, což je daň za tenkost přístroje. Dá se sice koupit baterie s dvojitou kapacitou, ale ta je také fyzicky větší a tím pádem je přístroj širší.
Displej se sám vypíná, když telefonujete a přiložíte k němu ucho. To má zabránit tomu, aby člověk uchem ukončil hovor. Vytažením stylusu při telefonování se zapne displej a spustí se poznámky.
O výkon se stará procesor MSM7201A od Qualcommu o 528 MHz taktu a je k dispozici 4GB vnitřní paměti, 256 MB ROM a 192 MB RAM. Telefon je vybaven dotykovým TFT displejem o velikosti 2,8 palce a rozlišení VGA (480×640 pixelů) s 65 tisíci barvami. Dále je vybaven dvěma fotoaparáty - zadní je 3.2 megapixelový CMOS a přední je VGA CMOS. Konektivitu zajišťuje WCDMA/UMTS, GSM / GPRS, EDGE, HSDPA, HSUPA, Bluetooth 2.0, Wi-Fi 802.11 b/g, A-GPS a USB 2.0. V telefonu jsou přítomny různé senzory např. gravitační senzor (akcelerometr), magnetický senzor stylusu, senzor osvětlení a senzor přiblížení.

## Software
Kromě standardních aplikací nabízených Windows Mobile je v HTC Diamond navíc obsažený tento software:

### TouchFLO 3D
Touch Diamond používá unikátní uživatelské rozhraní TouchFLO 3D. Toto rozhraní je uzpůsobeno k tomu, aby byla pro uživatele jednodušší práce se základními funkcemi pouze pomocí prstů bez nutnosti vytahovat stylus. TouchFLO 3D se skládá z deseti jednotlivých stránek, mezi kterými uživatel listuje posouváním prstu po liště s ikonkami. Těchto 10 stránek je:
- Výchozí - Zobrazuje čas a datum, čas na který je nastaven budík, zmeškané hovory a nadcházející události z kalendáře. Překlopením hodin zobrazíte více událostí z kalendáře.
- Lidé – Ukazuje obrázky kontaktů mezi, kterými se dá listovat. Alternativní posuvník na pravé straně umožňuje rychlejší listování.
- Zprávy – Zobrazuje posledních 25 doručených SMS mezi, kterými se dá listovat. Kliknutím na SMS se zobrazí celá konverzace s daným uživatelem.
- Pošta – Zobrazuje E-mailové zprávy až ze 4 účtů.
- Internet – Zobrazuje zástupce na otevření prohlížeče Opera záložky na oblíbené stránky a vestavěnou aplikaci YouTube.
- Fotografie a videa – Zobrazuje fotky a videa mezi kterými se dá listovat. A tlačítka pro spuštění kamery a fotoaparátu.
- Hudba – Zobrazuje obaly alb mezi, kterými se dá listovat. Hudba je hrána přímo z TouchFLO a dá se přetáčet dotykem na progress bar popřípadě točením po kapacitní ploše kolem středové klávesy. Knihovna, která je přístupná stisknutím levého tlačítka třídí hudbu na kategorie: Přehrávání, Interpreti, Alba, Seznamy stop, Všechny skladby, Žánry, Skladatelé, Zakoupeno.
- Počasí – Zobrazuje počasí až pro 10 měst včetně pětidenní předpovědi. Informace o počasí jsou aktualizovány přes internet. V závislosti na počasí se mění animace celého TouchFLO.
- Nastavení – Umožňuje přístup k následujícím systémovým nastavením:
  - Synchronizace dat – Spustí ActiveSync.
  - Zvuk – Umožňuje změnit vyzváněcí tóny a nastavení profilů.
  - Tapeta – Pro nastavení pozadí výchozí obrazovky.
  - Komunikace – Pro zapnutí a vypnutí režimu letadlo, telefonního modulu, bluetooth, Wi-Fi, apod.
  - Data – Pro nastavení aktualizací počasí.
  - O aplikaci – Zobrazí informace o TouchFLO a jeho verzi.
- Programy – Zobrazí mřížku s 18 programy, které si může uživatel sám nastavit. Je k dispozici také seznam všech nainstalovaných programů.

Každý list má dvě softwarová tlačítka, spojená s jeho funkcí nebo jeho nastavením.

### Opera
Touch Diamond používá Operu Mobile jako svůj standardní webový prohlížeč, přestože Internet Explorer, standardní součást Windows Mobile je také přítomen. Opera Mobile nabízí možnost prohlížení ve více oknech, vylepšený zoom a přizpůsobování textu displeji. Orientace stránky se změní v závislosti na natočení telefonu díky gravitačnímu senzoru. Opera je také schopna stahovat jakékoliv soubory přímo do přístroje.

### YouTube
Touch Diamond obsahuje program YouTube, který umožňuje sledování videí, jejich hledání, vytváření listů oblíbených, apod.

### Teeter
Teeter je video hra používající gravitační senzor, ve které hráč ovládá kuličku nakláněním přístroje ve snaze vyhnout se překážkám jako zdi a díry k tomu, aby se dostal do cíle. Přístroj zavibruje, když kulička narazí do zdi a hra tak dává iluzi že je vevnitř skutečná kulička.

## Android
Projekt XDAndroid umožňuje nahrát Android do telefonů HTC s Windows Mobile včetně Touch Diamond.

## Prodeje
Přes 1 milion kusů bylo prodáno za šest týdnů. Pro srovnání HTC Touch to trvalo pět měsíců, než dosáhl stejného prodeje. HTC následně zvýšilo své prodeje v roce 2008 ze dvou na tři milióny kusů.